# دووبراویتسه (منطقه تروتنوف)
دووبراویتسه (به چکی: Doubravice) یک منطقهٔ مسکونی در جمهوری چک است که در منطقه تروتنوف واقع شده‌است.